# São João Evangelista (Donatello)
São João Evangelista é uma escultura de mármore de Donatello (210 x 88 x 54 cm) esculpida para a antiga fachada da Catedral de Florença e atualmente abrigada no Museo dell'Opera del Duomo. Data de 1409-1411 e foi o modelo mais direto usado para o Moisés de Michelangelo.